# Colletotrichum lindemuthianum
Colletotrichum lindemuthianum är en svampart som först beskrevs av Sacc. & Magnus, och fick sitt nu gällande namn av Briosi & Cavara 1889. Colletotrichum lindemuthianum ingår i släktet Colletotrichum och familjen Glomerellaceae.   Inga underarter finns listade i Catalogue of Life.